# Stanisław Przybyszewski
Pour les articles homonymes, voir Przybyszewski.
Stanisław Feliks Przybyszewski, né le 7 mai 1868 à Łojewo et mort le 23 novembre 1927 à Jaronty, est un écrivain, dramaturge et poète polonais. Scandaliste, représentant du décadentisme et chef de file du mouvement moderniste polonais Jeune Pologne, il a écrit en allemand et en polonais.

## Biographie
Douzième fils d'un modeste instituteur, Józef Przybyszewski et deuxième enfant de sa femme Dorota née Grąbczewska, Stanisław Przybyszewski est né le 7 mai 1868 dans le village de Łojewo dans la région de Cujavie, alors sous l'occupation allemande. Il fait ses études secondaires au gymnasium de Toruń. En 1873, la Cujavie est ravagée par le choléra. Przybyszewski en garda un souvenir lugubre. Pianiste doué, très tôt il commence à donner des cours particuliers. C'est ainsi qu'il se retrouve chez Józef Foerder à enseigner le piano à ses filles.

### Des amours tumultueuses et le cercleZum Schwarzen Ferkelà Berlin
La romance avec l'aînée Róża Foerder dure jusqu'au départ de Stanisław Przybyszewski en 1889 pour Berlin où il se rend pour étudier l'architecture et la médecine. Une fois dans la capitale allemande, Przybyszewski plonge dans la vie de bohème littéraire et artistique internationale et bientôt en devient l'un des chefs de file.
En 1891, la famille Foerder déménage à Berlin et c'est le tour de Marta, la sœur de Róża, d'entrer dans la vie de Przybyszewski. Leur fils Bolesław naît peu après la première rencontre.
La lecture de Friedrich Nietzsche conduit Przybyszewski à développer une théorie de l'individu. En 1892, il se rend célèbre en publiant l'essai Chopin et Nietzsche : pour une psychologie de l'individu dans lequel il montre notamment que ce qui fait le génie de Chopin est sa capacité à transposer en langage musical les mouvements les plus imperceptibles de sa vie psychique.
La même année, Przybyszewski, obtient le poste de rédacteur en chef de l’hebdomadaire socialiste polonais de Berlin, Gazeta Robotnicza. Sa situation matérielle s'améliore, cependant Przybyszewski n'a nullement l'intention d'épouser Marta ni de renoncer à sa vie au sein de la bohème berlinoise.
En mars 1893, il fait connaissance de la belle et envoûtante norvégienne Dagny Juel. Il l'épouse le 18 août 1893, alors que Marta est enceinte d'un autre enfant de lui ; Mieczysława vient au monde le 14 novembre 1893. Durant les deux années suivantes, Przybyszewski vit avec deux femmes. Il parcourt le monde avec son épouse Dagny et rend visite à Marta.
Dans les années 1894-1898, la famille Przybyszewski, qui s’agrandit avec la naissance d'une fille, Iwa, se partage entre Berlin et Kongsvinger où vivent les parents de Dagny.

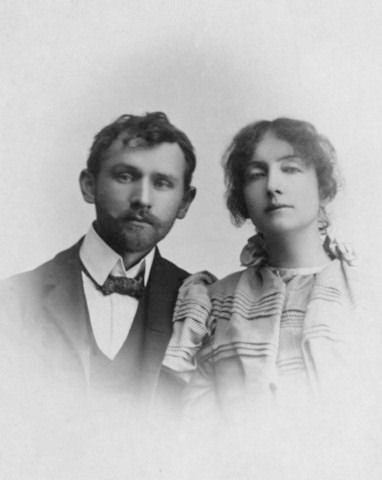
Dagny and Stanisław (Ducha et Stachu) Przybyszewski

À Berlin, Przybyszewski est l’un des piliers du cercle Zum Schwarzen Ferkel (Au porcelet noir), baptisé d’après le nom qu' August Strindberg a donné à l’auberge berlinoise où se rencontrent des artistes allemands et scandinaves. L’Allemagne des années 1890 est en pleine effervescence culturelle et la culture scandinave y est un phénomène à la mode. Le cercle est essentiellement constitué d’hommes de lettres : August Strindberg, Hans Jæger, Sigbjørn Obstfelder, Gunnar Heiberg, Holger Drachmann, Ola Hansson, Richard Dehmel et Franz Servaes. En font également partie le peintre Edvard Munch, le compositeur Christian Sinding, l’historien d’art Jens Thiis et le critique Julius Meier-Graefe. Les réunions du groupe sont marquées par les discussions sur l’art, la psychologie, la médecine, l’occultisme, ponctuées d’intermèdes musicaux et poétiques et prolongées à grand renfort de divers stimulants.
La participation de Przybyszewski est moins celle d’un créateur que celle d’un intellectuel qui a le don de la synthèse des idées nouvelles. Dagny devient très vite l’égérie du Schwarzen Ferkel, et le couple que forment « Stachu » et « Ducha » ajoute aux réunions du piment et une aura passionnelle. Pendant que Przybyszewski fascine l’auditoire par ses interprétations enflammées de Chopin, Dagny règne en muse sur le cercle.

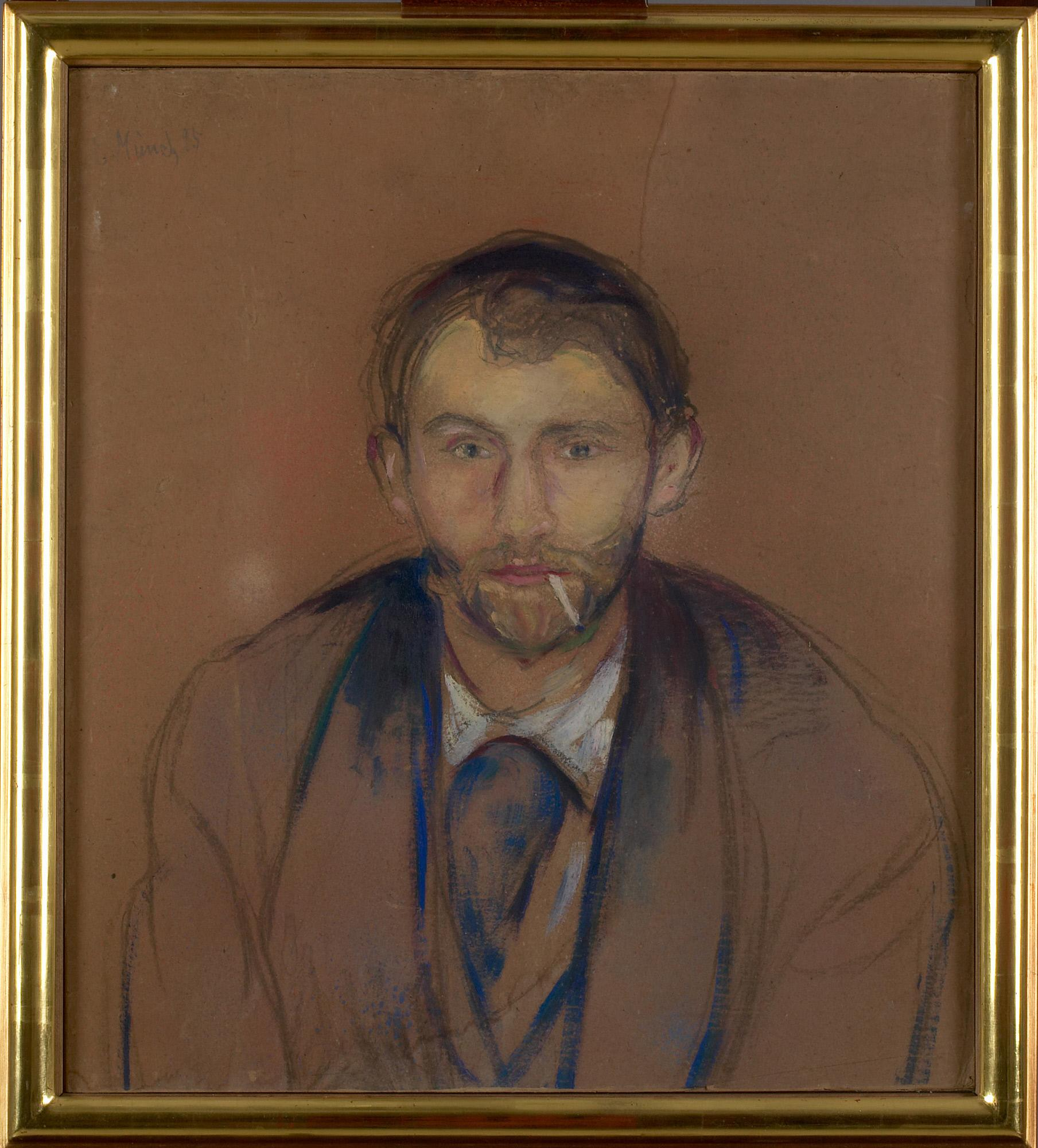
Stanislaw Przybyszewski par Edvard Munch

August Strindberg écrira dans son autobiographique "L'abbaye" paru en 1898 : « Il improvisait sur des thèmes connus, mais seulement dans le grand style et il dominait à tel point ses auditeurs que toute résistance était vaine. Ce n'était plus de la musique et on oubliait le piano ; mais la tempête, une chute d'eau, un orage qui retournait les âmes comme des gants et qui relevait ce qui était encore positif, fertilisable. Et grâce à sa façon de mêler les motifs, le tout devint comme un grand concert, où les différentes voix étaient tenues par Beethoven, Mozart, Wagner, Chopin ».
Un des thèmes de prédilection de Przybyszewski, qu’il partage avec Strindberg, est le rapport entre les sexes conçu comme une relation non d’amour, mais de haine, née d’un désir mutuel de domination. La souffrance de l’homme est spirituelle, celle de la femme physique, cette souffrance inhérente à l’éros étant nécessaire dans une époque trop intellectualisée. Le poète est également fasciné par la représentation de la femme par Munch, qu’il met en relation avec les deux principaux mythes fin-de-siècle, la « femme fatale » et « l’être androgyne ». C'est Przybyszewski qui écrira le premier ouvrage critique sur le peintre, Das Werk des Edvard Munch. Il écrit également, mais bien plus tard, le roman Le Cri (1917).
En 1895 paraissent ses poèmes : Totenmesse, Vigilien et De profundis. Przybyszewski y aborde les sujets constitutifs de l'ensemble de son œuvre : l'individualisme, le statut métaphysique et social d'un individu créateur, le sort des génies et le sens de la « dégénérescence » et de la « maladie » qui sont des attributs inséparables du génie. Il développe et expose ses vues philosophiques dans de nombreux journaux, dans des essais rassemblés plus tard dans les volumes Auf den Wegen der Seele (1897).
Le 6 février 1895, Marta accouche de leur troisième enfant Janina. Le 28 septembre de la même année est né Zeonon, le premier enfant de Przybyszewski de Dagna. Début juin 1896, Przybyszewski décide enfin de mettre terme à sa relation avec Marta, qui est de nouveau enceinte. Marta Foerder se suicide le 9 juin 1896. Bien qu'il ne soit pas alors à Berlin, Przybyszewski est accusé de meurtre et arrêté. On le relâche peu après. Malgré l'acquittement, ses amis du cercle de Zum Schwarzen Ferkel s'éloignent de lui.

### La Jeune Pologne

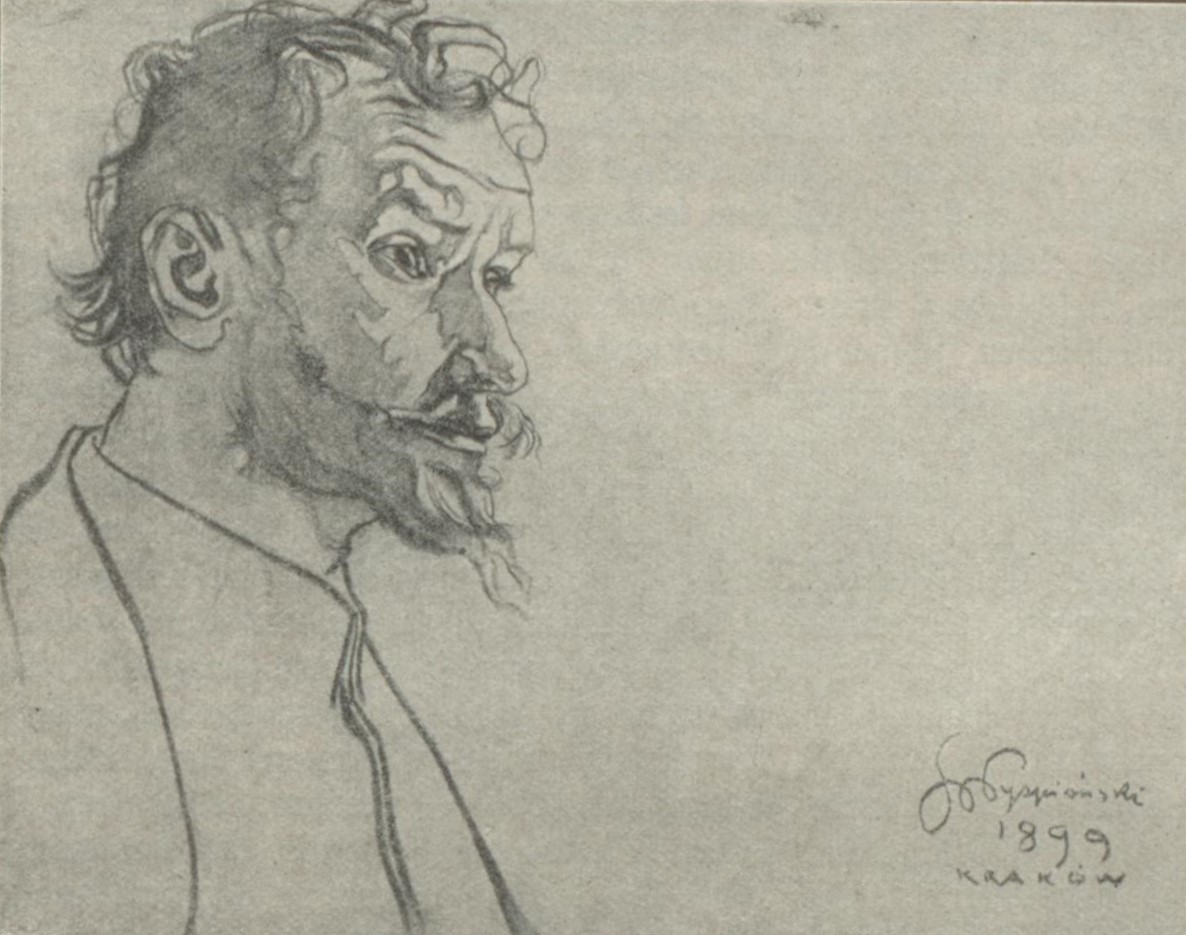
Stanisław Przybyszewski par Stanisław Wyspiański, 1899

À l’automne 1898, Przybyszewski déménage avec Dagny à Cracovie, où, auréolé de sa gloire berlinoise, il s'impose comme chef d'un groupe de jeunes artistes et devient rédacteur de l'hebdomadaire Życie (La vie). Sous son impulsion, le Życie (1897-1900) édité par Artur Górski et initialement ouvert à des vues diverses, commence à se transformer en un organe de presse de la jeune génération. Sous la direction de Przybyszewski, il devient la tribune du mouvement moderniste la Jeune Pologne. Parmi les jeunes artistes réunis autour de Przybyszewski, il y a, entre autres Tadeusz Boy-Żeleński, Wojciech Weiss, Jan Nalborczyk, frères Stanisław et Wincenty Korab-Brzozowski. Le groupe se rencontre au café Jama Michalika.
En raison de la censure et pour des raisons financières, la revue cesse de paraître en 1900 et Przybyszewski déménage à Varsovie, se consacrant à l'activité littéraire.
En juin 1899, Przybyszewski se rend à Lwów. Il y vit chez le poète Jan Kasprowicz et entame une liaison avec sa femme, Jadwiga. A la même époque, Przybyszewski entretient également une liaison avec la peintre Aniela Pająkówna. De cette relation est née Stanisława Przybyszewska, qui deviendra elle-même écrivaine.
En 1901, Dagny Juel meurt tragiquement à Tblilissi, tuée d'une balle en plein front par son amant. Son meurtrier Władysław Emeryk follement épris d'elle se donne la mort un jour après.
Au moment de la révolution de 1905, il déménage avec Jadwiga à Toruń, où Przybyszewski suit une cure de désintoxication. Cependant, le problème d'alcool le tourmente, avec des pauses, jusqu'à la fin de sa vie. Le divorce de Jadwiga étant enfin prononcé, il l'épouse. De 1906 à 1918, le couple réside à Munich. Dans les années 1917-1918, il collabore au périodique expressionniste Zdrój (La Fontaine) de Poznań.

### Au service de l’État
Pendant la Première Guerre mondiale, cet ennemi juré de l'art engagé et opposant à tout lien social se laisse emporter par une vague de sentiments patriotiques. En 1916, il publie une brochure bilingue Polen und der heilige Krieg (La Pologne et la guerre sainte), exaltant la lutte pour la libération nationale. Il écrit également des essais Szlakiem duszy Polskiej (Sur les traces de l'âme polonaise, 1917), Expressionnisme, Słowacki et son Genesis de l'esprit (1918).
En 1919, après le recouvrement de l'indépendance par la Pologne, Przybyszewski retourne au pays et se met au service du jeune État polonais. Il travaille dans l'administration à Poznań et Gdańsk et développe une importante activité sociale. Il est l'inspirateur et l'organisateur de la construction du lycée polonais et de la Maison polonaise à Gdańsk.
Il essaye de s'installer à Toruń, Zakopane, Bydgoszcz - en vain. L’œuvre littéraire de Przybyszewski ne suscite plus l'interêt et il vit de ses conférences sur la littérature. En 1924, il rejoint la Chancellerie civile du Président de la République de Pologne Stanisław Wojciechowski. Il reçoit la Croix d'Officier et devient  Commandeur de l'Ordre Polonia Restituta.
Jusqu'à la fin de sa vie, il reste actif en tant qu'écrivain, il publie beaucoup et donne des conférences publiques très populaires.
En raison du manque d'argent, Przybyszewski retourne dans sa région natale de Cujavie en 1927, s'installant à l'invitation de Józef Znaniecki dans le manoir de Jaronty près d'Inowrocław. Il y meurt peu de temps après et il est enterré au cimetière de l'église de Góra. À la fin de sa vie, Przybyszewski se convertit au catholicisme.

## Postérité
En 1931, une pierre tombale est érigée pour Przybyszewski avec l'inscription : Météore de la Jeune Pologne.
Dans Chants d'utopie, deuxième cycle de Brice Bonfanti, le chant XIX du livre 5 est consacré à Stanisław Przybyszewski sous le titre : Au tréfonds de l'abîme, une lueur de vie. Y sont évoquées les relations orageuses entre l'écrivain et son épouse Dagny Juel. Ce chant a d'abord été publié en feuilleton dans la revue Catastrophes. Écritures sérielles & boum n°13-16, novembre 2018 - mars 2019.

## Œuvres traduites en français
- De profundis ; traduction de Félix Thumen, Stock, 1925
- Messe des morts, J. Corti, 1995
- Chopin et Nietzsche : pour une psychologie de l'individu ; trad. [de l'allemand] et postf. par Micheline Tournoud ; Éd. Folle avoine, 2004
- La Synagogue de Satan ; Hexen Press, 2020